# Epsilonretroviren
Epsilonretrovirus ist eine Gattung innerhalb der Familie der Retroviren (Retroviridae). Die Epsilonretroviren gehören zu den einfachen Retroviren (Unterfamilie Orthoretrovirinae). Epsilonretroviren infizieren Fische. Einige verursachen Tumoren, beispielsweise das Walleye dermal sarcoma virus (englisch Walleye, d. h. Glasaugenbarsch).

Genomkarte der Gattung Epsilonretrovirus

Die genomische Struktur der Epsilonretroviren ist unter den Retroviren einzigartig, weil sie upstream von Gag einen ORF besitzen, der als Orf-C bezeichnet wird. Außerdem sind sie die einzigen bekannten Retroviren, die eine Histidyl-tRNA als für das Priming zum Start der DNA-Synthese des ersten Stranges verwenden. Ein weiterer ORF, Orf-A, codiert für ein retrovirales Cyclin, die bisher auch nur bei Epsilonretroviren gefunden wurden.

## Systematik
- Spezies Walleye dermal sarcoma virus (WDSV)
- Spezies Walleye epidermal hyperplasia virus 1 (WEHV1)
- Spezies Walleye epidermal hyperplasia virus 2 (WEHV2)